# Take On Helicopters

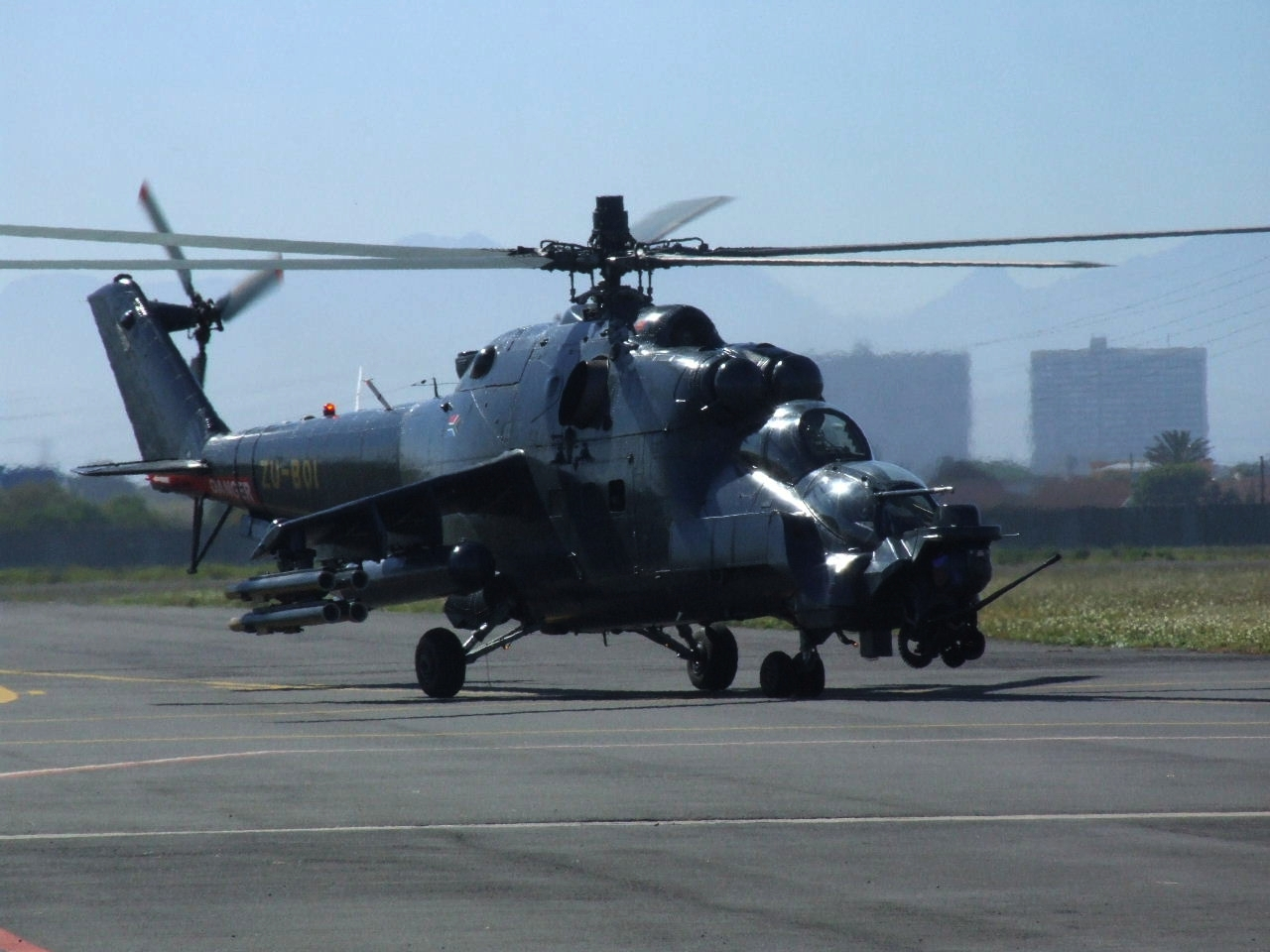
SuperHind Mk.III

Take On Helicopters est un jeu vidéo de simulation d'hélicoptère développé et édité par Bohemia Interactive, sorti  le 27 octobre 2011 sur Windows.
Il est suivi par Take On Mars en 2017.

## Trame
La campagne se déroule principalement dans le futur de 2013, sur une section de 3 800 kilomètres carrés de Seattle, Washington et sa région métropolitaine environnante. Dans le mode campagne, le joueur joue le rôle d'un pilote d'hélicoptère civil, Tom Larkin, dans une période économique difficile pour l'aviation. La campagne implique différents types de contrats pour gagner de l'argent, qui peut être utilisé pour acheter, réparer et améliorer les hélicoptères. La campagne comporte également des missions de flashback, où le joueur prend le rôle du frère aîné de Larkin, Joe Larkin, pendant son service militaire en tant que pilote d'hélicoptère de l'armée américaine pendant une guerre de 2012 au Takistan, le pays fictif qui a servi de décor au jeu vidéo de Bohemia Interactive en 2010, ARMA 2 : Opération Arrowhead.

## Accueil
- Jeuxvideo.com : 14/20[1]

## Extension
Le premier add-on officiel, Take On Helicopters: Hinds a été publié le 15 mars 2012. Le DLC propose trois versions différentes du Mi-24 Hind (Mil Mi-24 V, Mi-24 P et SuperHind Mk.III).